# Alien (banda sonora)
Alien, la partitura icónica y vanguardista de la película Alien: el octavo pasajero fue compuesta por Jerry Goldsmith y algunos la consideran una de sus mejores y más viscerales partituras. En lugar de centrarse en los temas, Goldsmith crea un paisaje sonoro sombrío y disonante que se adapta a la atmósfera oscura e intensa de la película, con solo unas pocas pistas "románticas".

## Antecedentes
La música fue interpretada por la Orquesta Filarmónica Nacional y dirigida por Lionel Newman. Sin embargo, la música no se usó ni se escuchó originalmente según lo previsto. La partitura se redujo sustancialmente para las versiones lanzadas de la película, y se agregaron algunas grabaciones de otras fuentes, en particular partes de la partitura original de Goldsmith para la película Freud de 1962 (que eran "Main Title", así como las pistas "Charcot's Show" y "Desperate Case"), y el primer movimiento (adagio) de la "Sinfonía n.º 2, romántica" de Howard Hanson de 1930 para los créditos finales de la película.
La partitura completa prevista se lanzó por primera vez como una pista aislada en una edición de DVD del vigésimo aniversario de 1999 en 20th Century Fox Home Entertainment (posteriormente apareció en lanzamientos económicos de DVD y Blu-ray de la película). El 15 de noviembre de 2007, Intrada Records lanzó esta misma partitura prevista con pistas de partitura alternativas adicionales y el programa LP original en un conjunto de 2 CD. Este lanzamiento es el primero en publicar la partitura completa de Jerry Goldsmith remezclada y remasterizada a partir de las cintas maestras originales de 1".

## Lista de canciones

### Lista de canciones - (Original)
| N.º | Título             | Duración |  |
| 1.  | «Main Title»       | 3:30     |  |
| 2.  | «The Face Hugger»  | 2:32     |  |
| 3.  | «Breakaway»        | 7:34     |  |
| 4.  | «Acid Test»        | 4:35     |  |
| 5.  | «The Landing»      | 4:29     |  |
| 6.  | «The Droid»        | 4:40     |  |
| 7.  | «The Recovery»     | 2:44     |  |
| 8.  | «The Alien Planet» | 2:28     |  |
| 9.  | «The Shaft»        | 3:57     |  |
| 10. | «End Title»        | 3:02     |  |